# RTL aktuell
 RTL Aktuell (em português:  RTL Notícias) é o principal telejornal alemão produzido pela RTL e exibido desde 2 de Janeiro de 1984.